# Jamestown (New York)
Jamestown is een plaats (city) in de Amerikaanse staat New York, en valt bestuurlijk gezien onder Chautauqua County.

## Demografie
Bij de volkstelling in 2000 werd het aantal inwoners vastgesteld op 31.730.
In 2006 is het aantal inwoners door het United States Census Bureau geschat op 29.918, een daling van 1812 (-5.7%).

## Geografie
Volgens het United States Census Bureau beslaat de plaats een oppervlakte van
23,5 km², waarvan 23,3 km² land en 0,2 km² water. Jamestown ligt op ongeveer 459 m boven zeeniveau.

## Plaatsen in de nabije omgeving
De onderstaande figuur toont nabijgelegen plaatsen in een straal van 8 km rond Jamestown.

## Geboren in Jamestown
- Lucille Ball (1911-1989), actrice en comédienne
- Natalie Merchant (1963), zangeres (o.a. 10,000 Maniacs)
- Nick Carter (28 januari 1980), lid van de Backstreet Boys